# Anabantidae
Gli Anabantidi, conosciuti anche con il nome di Labirintidi per via dell'organo respiratorio che permette loro di respirare anche aria, sono un gruppo di pesci d'acqua dolce dell'ordine Anabantiformes diffusi principalmente in Asia e in Africa.

## Classificazione
Per molto tempo i biologi hanno suddiviso le specie in sottordini, ma da alcuni anni sono stati divisi in famiglie diverse, in base ad alcune microdifferenze biologiche e ambientali. Per le altre specie, un tempo conosciute come Anabantidi, vedi Osfronemidi.

## Habitat
Gli anabantidi vivono in risaie, stagni, torrenti e meandri calmi dei fiumi.

## Biologia
Sono pesci ovipari, con una durata della vita che varia da 2 a 5 anni, che presentano particolari comportamenti interessanti. Ma la loro caratteristica principale è il labirinto, un organo respiratorio aggiuntivo alle branchie che permette loro di respirare completamente o parzialmente l'aria e la capacità di spostarsi fuori dall'acqua a "balzi" per cambiare pozza, fiume o risaia.

## Riproduzione
La riproduzione delle specie della famiglia è molto interessante: il corteggiamento è piuttosto aggressivo, durante il quale il maschio costruisce un nido di bolle minute di parecchi cm di diametro (fino a 16). Dopo alcune ore o addirittura giorni, il maschio convince la femmina a riprodursi e la coppia si dispone in una particolarissima posizione nella quale verranno deposte e fecondate le uova.
Il maschio quindi provvede a recuperarle e a disporle tra le bolle, mentre la femmina si riprende dallo sforzo stando immobile. Una volta deposte le uova, il maschio allontana la femmina e si dedica alla cura delle uova e degli avannotti per circa 3 giorni, rifiutando il cibo, dopodiché si allontana quando i piccoli raggiungono l'indipendenza.

## Specie
La famiglia comprende i seguenti generi e specie:
Genere Anabas
- Anabas cobojius (Hamilton, 1822)
- Anabas testudineus (Bloch, 1792)

Genere Ctenopoma
- Ctenopoma acutirostre (Pellegrin, 1899)

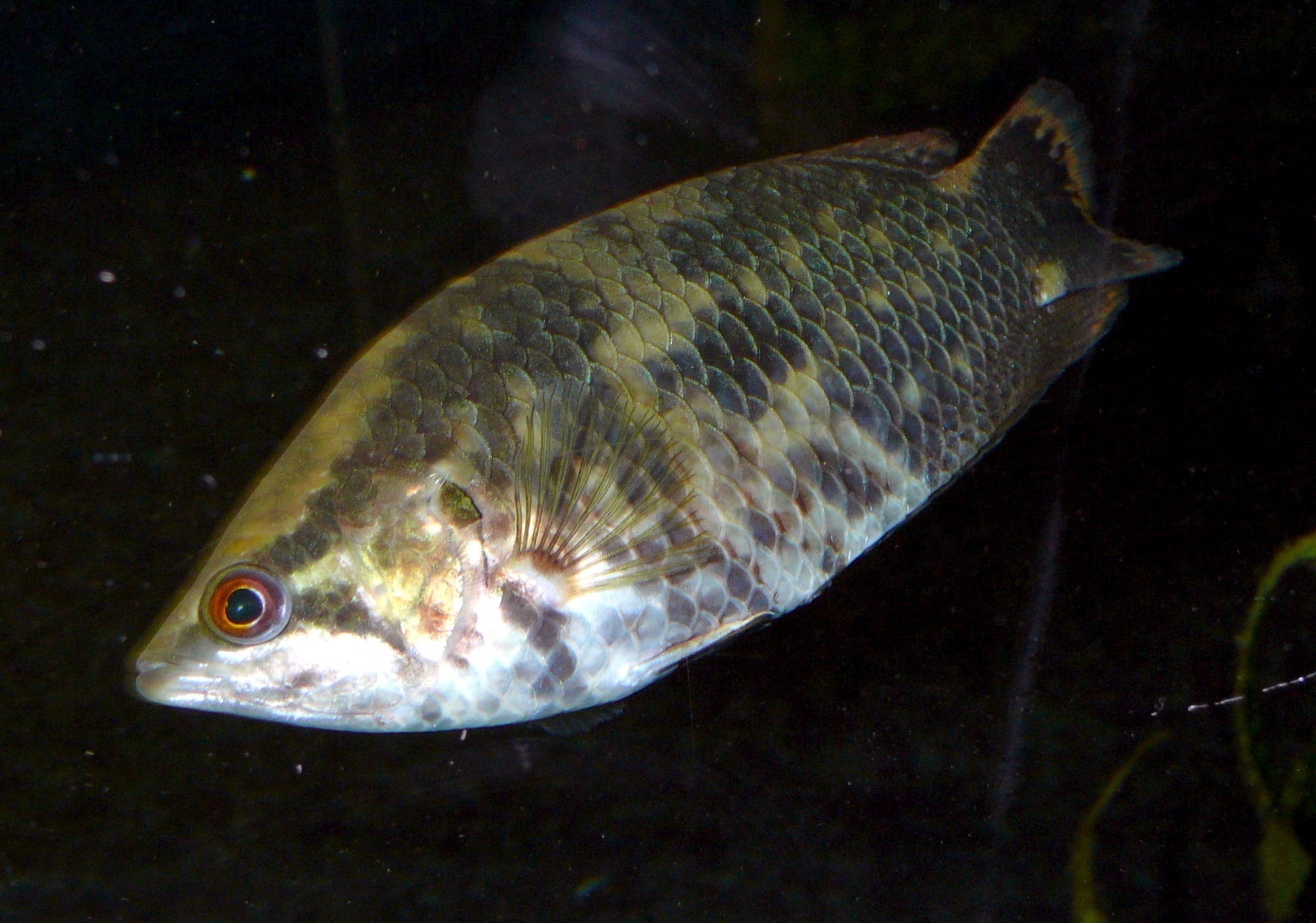
Ctenopoma acutirostre

- Ctenopoma argentoventer (Ahl, 1922)
- Ctenopoma ashbysmithi Banister & Bailey, 1979
- Ctenopoma breviventrale (Pellegrin, 1938)
- Ctenopoma ctenotis (Boulenger, 1920)
- Ctenopoma garuanum (Ahl, 1927)
- Ctenopoma kingsleyae Günther, 1896
- Ctenopoma machadoi (Fowler, 1930)
- Ctenopoma maculatum (Thominot, 1886)
- Ctenopoma multispine (Peters, 1844)
- Ctenopoma muriei (Boulenger, 1906)
- Ctenopoma nebulosum (Norris & Teugels, 1990)
- Ctenopoma nigropannosum (Reichenow, 1875)
- Ctenopoma ocellatum (Pellegrin, 1899)
- Ctenopoma oxyrhynchum (Boulenger, 1902)
- Ctenopoma pellegrini (Boulenger, 1902)
- Ctenopoma petherici (Günther, 1864)
- Ctenopoma riggenbachi (Ahl, 1927)
- Ctenopoma togoensis (Ahl, 1928)
- Ctenopoma weeksii (Boulenger, 1896)

Genere Microctenopoma

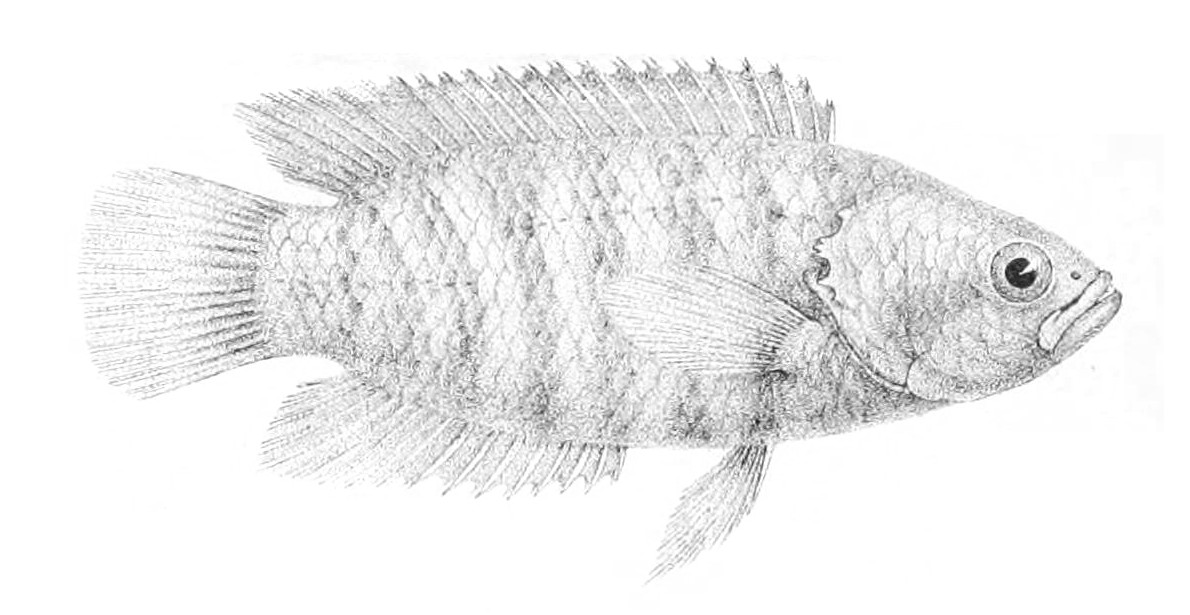
Microctenopoma nanum

- Microctenopoma ansorgii (Boulenger, 1912)
- Microctenopoma congicum (Boulenger, 1887)
- Microctenopoma damasi' (Poll & Damas, 1939)
- Microctenopoma fasciolatum (Boulenger, 1899)
- Microctenopoma intermedium (Pellegrin, 1920)
- Microctenopoma lineatum (Nichols, 1923)
- Microctenopoma milleri (Norris & Douglas, 1991)
- Microctenopoma nanum (Günther, 1896)
- Microctenopoma nigricans (Norris, 1995)
- Microctenopoma ocellifer (Nichols, 1928)
- Microctenopoma pekkolai (Ahl, 1935)
- Microctenopoma uelense (Norris & Douglas, 1995)

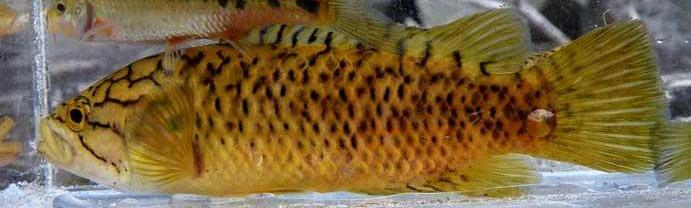
Sandelia capensis

Genere Sandelia
- Sandelia bainsii (Laporte, 1861)
- Sandelia capensis (Cuvier, 1829)